# Monte Mor
Monte Mor è un comune del Brasile nello Stato di San Paolo, parte della mesoregione di Campinas e della microregione omonima.